# Camino de Sirga (Tucumán)
El Camino de Sirga es una avenida que divide las ciudades de Yerba Buena y El Manantial de Tucumán, Argentina. Esta se extiende entre la avenida Alfredo Guzmán y la calle Mendoza de la ciudad jardín, más solo se encuentra pavimentada entre su inicio y la avenida Solano Vera. En el medio del camino de sirga discurre el canal Yerba Buena.

## Historia
Originalmente el camino de sirga era de tierra y con poca población a su alrededor. Pero a partir de los años 1990 se comenzaron a construir barrios privados como Las Cañitas, La Cañada o Las Yungas; viviendas particulares y galerías y locales comerciales. En 2013 la avenida fue renombrada como avenida “24 de Marzo: Día Nacional de la Memoria por la Verdad y la Justicia”, en recuerdo a los desaparecidos del Golpe de Estado de 1976.
En 2014 se proyectó la pavimentación de la traza norte del camino de sirga sobre Yerba Buena. Las obras iniciaron en 2015, siendo inauguradas el 26 de abril de 2019 por el intendente Mariano Campero. Estos trabajos tuvieron un costo de ARS 70 000 000 000, incluyendo la realización de una vía pavimentada de 9 metros de ancho, una ciclovía y la colocación de luminarias led, caminería y mobiliario urbano y tres puentes de acceso a El Manantial. Así la traza norte quedó para sentido este-oeste y la traza sur para oeste-este.
En 2022 se anunció la creación del parque Julio Prebisch en la intersección del camino de sirga con bulevar San Luis, considerándolo como el primer parque público de Yerba Buena. Este es realizado por la Universidad Nacional de Tucumán y el municipio yerbabuenense a ubicarse sobre 22 hectáreas.

## Sitios de interés
A lo largo de la avenida se desarrollan varios sitios de interés:
- Cementerio Parque de la Paz
- Quara Centro Comercial
- La Cañada Country Club
- La Loma Tenis Country Club
- Country Cerro Azul
- Las Yungas Golf y Country Club
- Parque Julio Prebisch